# Izabela Marcisz
Izabela Marcisz, née le 18 mai 2000, est une fondeuse polonaise. 

## Biographie
Membre du club SS Prządki Ski, elle court sa première compétition officielle en 2016, puis dispute la Coupe slave, dont elle remporte une première manche en 2018 à Strbske Pleso et le classement général en 2019.
En décembre 2018, elle fait ses débuts dans la Coupe du monde au sprint de Davos (65e), puis aux Championnats du monde à Seefeld, où elle atteint notamment la 27e place sur le skiathlon. Aux Championnats du monde junior à Lahti, elle finit notamment quatrième du cinq kilomètres libre, cinquième du quinze kilomètres classique et cinquième du relais.
C'est sur le Ruka Triple en 2019-2020, qu'elle marque ses premiers points pour la Coupe du monde avec une 29e place sur la poursuite finale. Lors des Championnats du monde junior à Oberwiesenthal, elle remporte des médailles lors de chaque course individuelle : l'argent sur le sprint libre et le quinze kilomètres avec départ en masse et le bronze sur le cinq kilomètres classique.
Lors de la saison suivante, elle accroche plusieurs fois le top trente, finissant notamment 29e du Tour de ski, avec comme meilleur résultat d'étape une vingtième place au temps sur la poursuite à Val Müstair. Cet hiver, elle remporte le titre de championne du monde des moins de 23 ans sur le dix kilomètres à Vuokatti.
Ses sœurs Ewelina et Marcelina sont aussi des fondeuses de haut niveau.

## Palmarès

### Championnats du monde
| Épreuve / Édition        | Sprint                           | Sprint                           | 10 km                            | 10 km                            | Skiathlon 2 × 7,5 km | 30 km | Relais | Relais   |
| Épreuve / Édition        | libre                            | classique                        | libre                            | classique                        | Skiathlon 2 × 7,5 km | 30 km | Sprint | 4 × 5 km |
| Mondiaux 2019 Seefeld    | 56e                              | Épreuve inexistante à cette date | Épreuve inexistante à cette date | 35e                              | 27e                  | -     | -      | 13e      |
| Mondiaux 2021 Oberstdorf | Épreuve inexistante à cette date | 42e                              | 56e                              | Épreuve inexistante à cette date | 40e                  | -     | 15e    | 12e      |

Légende :
- : pas d'épreuve
- — :  Épreuve non disputée par Marcisz

### Coupe du monde
- Meilleur classement général : 60e en 2021.
- Meilleur résultat individuel : 20e.

#### Classements en Coupe du monde
| Année     | Classement général final | Classement sprint | Classement distance |
| 2019-2020 | 118e                     |                   | 84e                 |
| 2020-2021 | 60e                      |                   | 51e                 |

### Championnats du monde des moins de 23 ans
- Vuokatti 2021 :
  -  Médaille d'or sur le dix kilomètres libre.

### Championnats du monde junior
- Oberwiesenthal 2020 :
  -  Médaille d'argent sur le sprint.
  -  Médaille d'argent sur le quinze kilomètres libre
  -  Médaille de bronze sur le cinq kilomètres classique.

### Championnats de Pologne
- Championne sur le dix kilomètres libre en 2019 et 2020[2].